# دانلبورگ
دانلبورگ (به فرانسوی: Dannelbourg) یک کمون در فرانسه است که در Canton of Phalsbourg واقع شده‌است.

## خصوصیات
دانلبورگ ۲٫۹۵ کیلومترمربع مساحت و ۴۷۹ نفر جمعیت دارد و ۳۰۵ متر بالاتر از سطح دریا واقع شده‌است.